# Горня (Ржевский район)
Горня — деревня в Ржевском районе Тверской области. Входит в состав сельского поселения Медведево.

## География
Находится в южной части Тверской области на расстоянии приблизительно 27 км по прямой на юго-запад от вокзала станции Ржев-Балтийский у пруда на речке Липенка.

## История
В 1859 году здесь (деревня Бельского уезда Смоленской губернии) было учтено 5 дворов, в 1939—8.

## Население
Численность населения: 29 человек (1859 год), 2 (русские 100 %) в 2002 году, 0 в 2010.